# Håvard Nordtveit
Håvard Nordtveit (Vats, 21 juni 1990) Is een Noors voetballer die bij voorkeur in de verdediging speelt. Hij verruilde in januari 2011 Arsenal voor Borussia Mönchengladbach, waar hij in december 2012 zijn contract verlengde tot medio 2016. Op 16 mei 2016 werd bekend dat West Ham United hem voor 5 jaar transfervrij overneemt van Borussia Mönchengladbach Nordtveit debuteerde in 2011 in het Noors voetbalelftal.

## Clubcarrière

### Noorwegen
Nordveit begon zijn voetbalcarrière bij Vats 94 om in 2003 over te stappen naar Skjold IL. In 2005 stapte Nordtveit over naar FK Haugesund waar hij zijn profdebuut maakte. Hij speelde in dat seizoen tien keer voor de club die uitkwam in de Adeccoligaen, de op een na hoogste voetbaldivisie in Noorwegen.

### Arsenal
Arsène Wenger, de coach van Arsenal, ging op 11 juni 2007 naar Noorwegen om een wedstrijd van Nordtveit te bekijken. De oefenmeester was overtuigd van de kwaliteiten van Nordtveit en iets later deed Arsenal een bod op de Noor. Dit bod werd afgewezen omdat het te laag werd bevonden (volgens de geruchten was de vraagprijs 20 miljoen Noorse kronen). Toch wist Arsenal Nordtveit voor 500.000 euro over te nemen. Wel betaalt Arsenal nog 2 miljoen euro indien Nordveit meer dan veertig wedstrijden voor het eerste team van Arsenal heeft gespeeld.
Op 18 augustus 2008 werd hij uitgeleend aan UD Salamanca om enkele maanden voor hen te spelen samen met Pedro Botelho, die eveneens door Arsenal werd uitgeleend. Hij maakte zijn debuut voor Salamanca met een invalbeurt tegen Sevilla Atlético. Nordtveit kwam drie keer in actie voor Salamanca. In maart 2010 werd hij weer uitgeleend. Deze keer aan Lillestrøm SK. Bij deze club behoorde hij tot de basiself. Ook het seizoen daarop werd Nordtveit uitgeleend. Hij speelde het seizoen 2009/10 bij 1. FC Nürnberg.

### Borussia Mönchengladbach
In januari 2011 trok Nordtveit naar Borussia Mönchengladbach na eerder in Duitsland voor 1. FC Nürnberg gespeeld te hebben.

### West Ham United
In mei 2016 raakte bekend dat Nordtveit in juni terug naar Londen keert en een contract tekende bij West Ham United.

### Fulham
1 februari 2019 is hij overgeschakeld van West Ham United naar Fulham.

## Interlandcarrière
Nordtveit nam in 2013 met Jong Noorwegen deel aan de EK-eindronde U21 in Israël. Daar verloor de ploeg onder leiding van bondscoach Tor Ole Skullerud in de halve finale met 3-0 van de latere toernooiwinnaar Spanje.

## Clubstatistieken
| Seizoen | Club                     | Land      | Competitie         | Duels | Goals |
| ------- | ------------------------ | --------- | ------------------ | ----- | ----- |
| 2006/07 | FK Haugesund             | Noorwegen | Adeccoligaen       | 10    | 0     |
| 2007/08 | Arsenal                  | Engeland  | Premier League     | 0     | 0     |
| 2008/09 | → UD Salamanca           | Spanje    | Segunda División A | 2     | 0     |
| 2009/10 | → Lillestrøm SK          | Noorwegen | Tippeligaen        | 17    | 0     |
| 2009/10 | → 1. FC Nürnberg         | Duitsland | Bundesliga         | 19    | 0     |
| 2010/11 | Borussia Mönchengladbach | Duitsland | Bundesliga         | 16    | 1     |
| 2011/12 | Borussia Mönchengladbach | Duitsland | Bundesliga         | 31    | 1     |
| 2012/13 | Borussia Mönchengladbach | Duitsland | Bundesliga         | 31    | 1     |
| 2013/14 | Borussia Mönchengladbach | Duitsland | Bundesliga         | 21    | 1     |
| 2014/15 | Borussia Mönchengladbach | Duitsland | Bundesliga         | 22    | 2     |
| 2015/16 | Borussia Mönchengladbach | Duitsland | Bundesliga         | 5     | 1     |
| 2016/   | West Ham United          | Engeland  | Premier League     | 0     | 0     |
|         |                          |           | Totaal             | 174   | 7     |

Bijgewerkt: 8 oktober 2015